# Бланзаге Сен Сибар
Бланзаге Сен Сибар (фр. Blanzaguet-Saint-Cybard) насеље је и општина у западној Француској у региону Поату-Шарант, у департману Шарант која припада префектури Ангулем.
По подацима из 2011. године у општини је живело 264 становника, а густина насељености је износила 22,09 становника/km². Општина се простире на површини од 11,95 km². Налази се на средњој надморској висини од 102 метара (максималној 162 m, а минималној 82 m).

## Демографија
| 1962. | 1968. | 1975. | 1982. | 1990. | 1999. | 2011. |
| ----- | ----- | ----- | ----- | ----- | ----- | ----- |
| 256   | 280   | 255   | 252   | 223   | 216   | 264   |

График промене броја становника у току последњих година